# NGC 7169
NGC 7169 (другие обозначения — PGC 67913, ESO 237-28) — галактика в созвездии Журавль.
Этот объект входит в число перечисленных в оригинальной редакции «Нового общего каталога».